# アンキアライン池

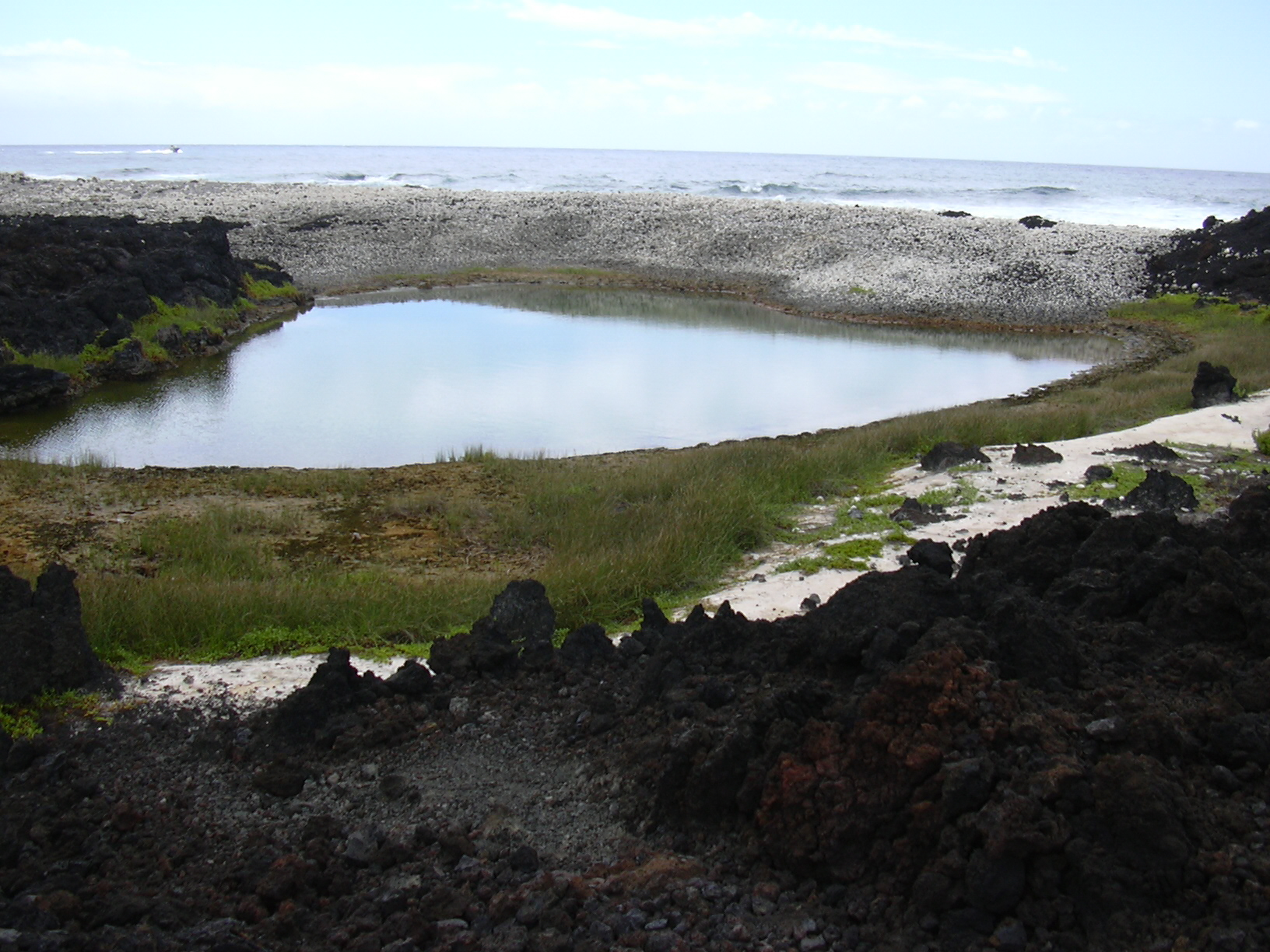
ハワイ諸島マウイ島のアンキアライン池。背後に太平洋が見える。

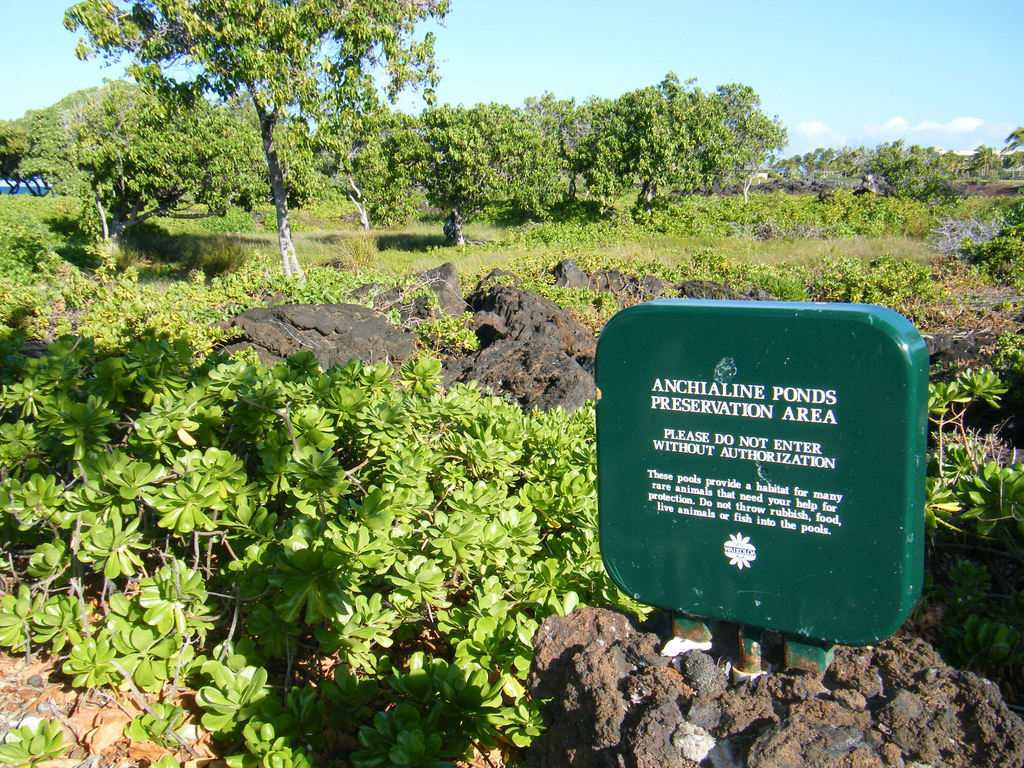
ハワイ諸島ハワイ島ワイコロア・ビーチで、アンキアライン池の標識

アンキアライン池（アンキアラインいけ、英語: Anchialine pond）は海岸近くの本来真水の池であるが、地下の水脈で海とつながっているものを指す。このため、海と直接つながっていて海水の出入りがある汽水湖とまでいかないが、汽水気味で多様な生物が生息する。
米国のハワイ諸島の海岸にはアンキアライン池がよく見られ（ハワイ島のカロコホノコハウ国立歴史公園、ワイコロア・ビーチなど）、多くはハワイ先住民が養魚池として使ってた。中米のユカタン半島では、セノーテでも海岸寄りにできたものは、アンキアライン池になっている。
日本では、沖縄の海岸の洞窟でも、アンキアライン洞窟が見られ、そこに生息するムカデエビ綱の研究も盛んである。

## 参照項目
- ムカデエビ綱
- 汽水域